# Dave Sullivan (wrestler)
William Adolph Danenhauer Jr. (Baltimora, 1º dicembre 1963) è un ex wrestler e allenatore di football americano statunitense, noto per aver lottato nella World Championship Wrestling dal 1993 al 1996 con il ring name Dave Sullivan, dove interpretava il ruolo del fratello dislessico di Kevin Sullivan.

## Carriera nel wrestling

### World Championship Wrestling (1993–1996)
Nel 1993 entrò nella World Championship Wrestling come "The Equalizer", e fece coppia per breve tempo con Rick Rude (anche come suo bodyguard). I due ebbero una rivalità con Dustin Rhodes e Road Warrior Hawk. Inoltre lottò in coppia anche con Paul Orndorff.
Il suo push maggiore ebbe inizio nel corso dell'estate del 1994 quando divenne "Dave Sullivan", il fratello (kayfabe) dislessico di Kevin Sullivan che regolarmente sbagliava a pronunciare il proprio nome dicendo "Evad" anziché "Dave". Fu preso di mira dai The Nasty Boys e quindi Kevin corse in suo aiuto. Dave fu da loro infortunato, così Kevin Sullivan si alleò con Cactus Jack per contrastarli. Quando Kevin e Cactus Jack prevalsero sui Nasty Boys, si divisero, e Jack se ne andò per la sua strada. Quell'estate Hulk Hogan fece il suo debutto in WCW, e Dave Sullivan divenne il suo più grande fan. Kevin invece odiava Hogan, e sorsero quindi i primi problemi tra i due fratelli.
Sullivan iniziò a lottare insieme a Hogan e Sting contro Ric Flair e la sua cricca, e Kevin tradì Dave, dando il via a un feud che durò per tutto il 1995. Al termine della rivalità, Dave si innamorò di Kimberly, la valletta di Diamond Dallas Page, accusando quest'ultimo di maltrattarla. Geloso, Page si offese per questo e iniziò una faida con Dave che durò tutta l'estate. Durante il feud, Dave fece dei regali a Kimberly, cosa che fece infuriare DDP ancora di più, e ad un certo punto vinse una gara di braccio di ferro a Great American Bash 1995 che lo portò ad ottenere un appuntamento con Kimberly. Alla fine Sullivan perse la faida.
Il prossimo avversario di Sullivan fu Big Bubba Rogers. Sullivan aveva un coniglio domestico che portava con sé in prima fila e Bubba era allergico ai conigli. Bubba iniziò a indossare una mascherina chirurgica per evitare di inalare gli allergeni, ma Sullivan ce la faceva sempre e otteneva la vittoria. Danenhauer lasciò la WCW all'inizio del 1996 dopo aver preso parte alla seconda edizione di World War 3.

## Personaggio
Mosse finali
- Bunny Hop (Canadian backbreaker rack)[4]
- Leg drop[5] – copiata da Hulk Hogan

Manager
- Kevin Casey
- Joe Don Smith
- Madd Maxine
- Rip Oliver
- Evan Steigerwalt
- Lance Wright

Soprannomi
- "Evad" Sullivan

## Titoli e riconoscimenti
- Empire Wrestling Association
  - EWA North American Championship (1)[6]
- NWA Pacific Northwest Wrestling
  - NWA Pacific Northwest Tag Team Champion (2) – con The Grappler[7]
- Professional Wrestling Federation
  - PWF Eastern States Championship (1)
  - PWF Tag Team Championship (2) – con Baby Huey (1) e George South (1)
- Southern States Wrestling
  - SSW Heavyweight Championship (1)[8]
- United States Wrestling Federation
  - USWF Tag Team Championship (1) – con John Bradshaw[6]
- Wrestling Observer Newsletter
  - Worst Gimmick (1994)[9]
  - Worst Wrestler (1993, 1994)[9]